# 前383年
| 千纪： | 前1千纪 |
| 世纪： | 前5世纪 \| 前4世纪 \| 前3世纪 |
| 年代： | 前410年代 \| 前400年代 \| 前390年代 \| 前380年代 \| 前370年代 \| 前360年代 \| 前350年代 |
| 年份： | 前388年 \| 前387年 \| 前386年 \| 前385年 \| 前384年 \| 前383年 \| 前382年 \| 前381年 \| 前380年 \| 前379年 \| 前378年                                                                                |
| 纪年： | 周安王十九年 魯穆公三十三年 齊康公二十二年 齐侯剡元年 晉孝公六年 趙敬侯四年 魏武侯十三年 韓文侯四年 秦獻公二年 楚悼王十九年 宋休公十三年 衛慎公三十二年 鄭康公十三年 燕後簡公三十二年 越王翳二十八年 |

## 大事记
- 秦献公迁都栎阳 （今陕西省富平县东南）
- 趙國攻破衛國都城濮陽，衞國趕忙向魏國求援，魏武侯親自率領大軍前往救援，在兔台打敗趙軍。